# Blister in the Sun
Blister in the Sun è un singolo del gruppo musicale statunitense Violent Femmes, pubblicato nel 1983 ed estratto dall'album eponimo.
La canzone è stata scritta da Gordon Gano.